# Monastère de Batchkovo
Le monastère de Batchkovo (en bulgare Бачковски манастир, translittération internationale Bačkovski manastir) se trouve près du village du même nom (translittération internationale Bačkovo), en Bulgarie méridionale, environ 30 km au sud de la deuxième ville du pays Plovdiv, à côté de la ville d’Asenovgrad (environ 8 km au sud), sur la bordure septentrionale densément boisée du massif des Rhodopes.
Il est situé sur la rive droite de la rivière Asenica (également appelée Čepelarska reka, rivière de Čepelare, ou Čaja). Le monastère de Bačkovo est par sa taille le deuxième de Bulgarie après le monastère de Rila.

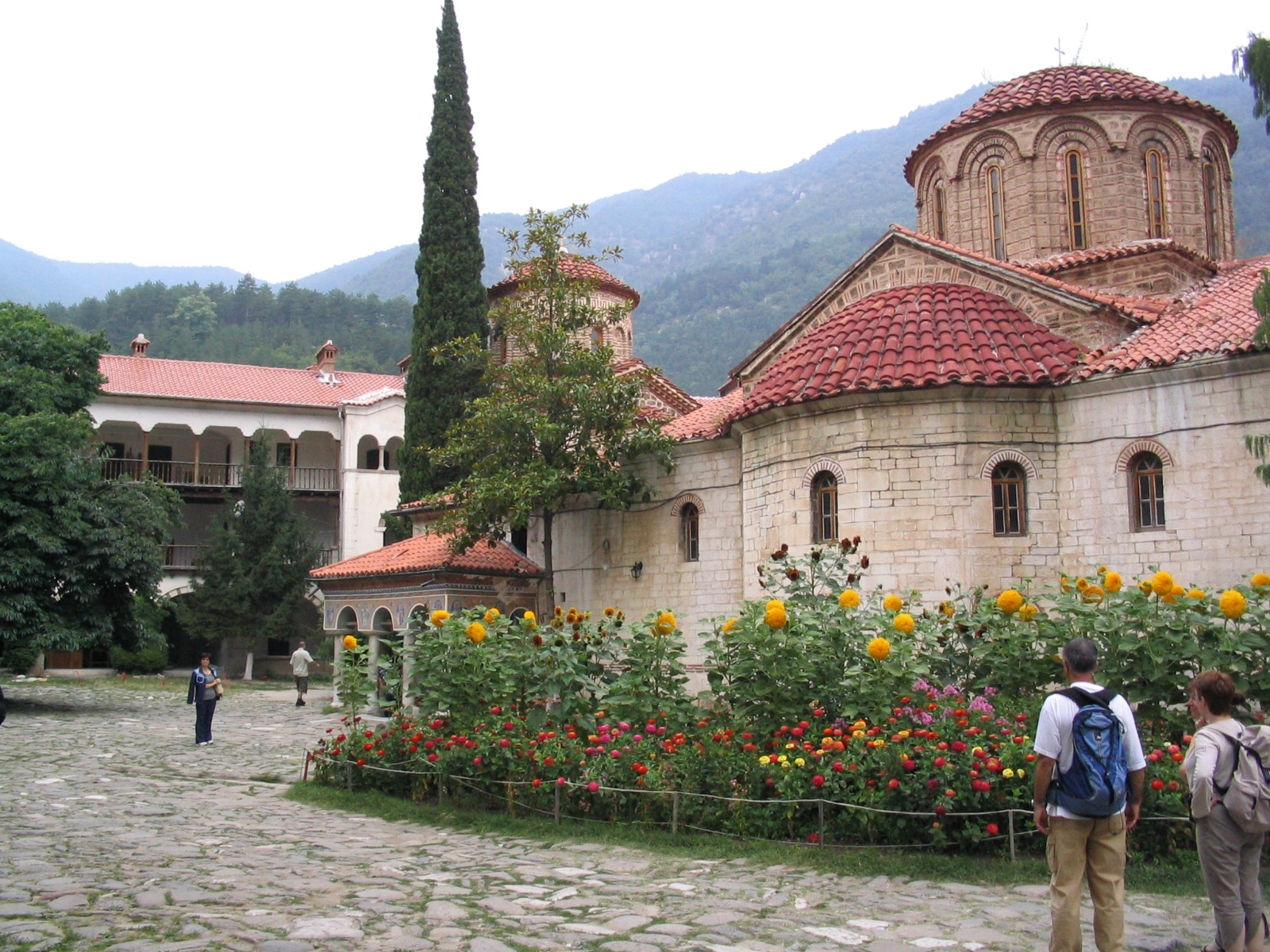
Les deux églises au centre du complexe.

## Histoire
Le monastère, fut fondé en 1083 par Grégoire Pakourianos et son  frère Abas - des militaires byzantins d'origine géorgienne,,,,Son nom provient du mot bačko, frères. Grégoire Pakourianos était un chef de guerre byzantin à qui l’empereur byzantin accorda d’importants domaines fonciers dans les Balkans en remerciement de ses mérites militaires. Les deux frères firent construire le monastère sur leurs terres, grâce à de nombreuses donations. Ils le dédièrent à la Vierge Marie – c’est pourquoi il porte le nom de Sveta Bogorodica (Sainte Mère de Dieu)  ou Uspenie Bogorodično (de la Dormition de la Vierge). Le monastère servait à la formation de moines et d’enseignants. Le premier hôpital Ibérien y fut également créé. L’histoire du lieu fut très mouvementée. Jusqu’au XIIe siècle, conformément aux souhaits de son fondateur, le monastère accueillit essentiellement des moines Ibériens. Lorsqu’il passa sous le contrôle de l’État bulgare, il bénéficia de généreuses donations de la part des souverains bulgares, en particulier des tsars Ivan Asen II (1218 - 1241) et Ivan Alexandre (1331 - 1371). À l’époque du Deuxième royaume bulgare (XIVe siècle), le monastère devint l’un des principaux centres intellectuels de Bulgarie et se fit en particulier connaître pour son école littéraire. C’est vraisemblablement à Bačkovo que mourut le dernier patriarche bulgare Euthyme de Tărnovo (1327-1402). Le monastère survécut à la première vague d’invasion ottomane, mais fut pillé et détruit à la fin du XIVe siècle. Il fut refondé à la fin du XVe siècle. Au début du XVIIe siècle commença une nouvelle vague de constructions : le réfectoire fut construit en 1601, et l'église Sveta Bogorodica fut achevée en 1604. Pendant les cinq siècles de domination ottomane, il contribua efficacement au maintien de la langue et de la culture bulgares, notamment en conservant de nombreux manuscrits.

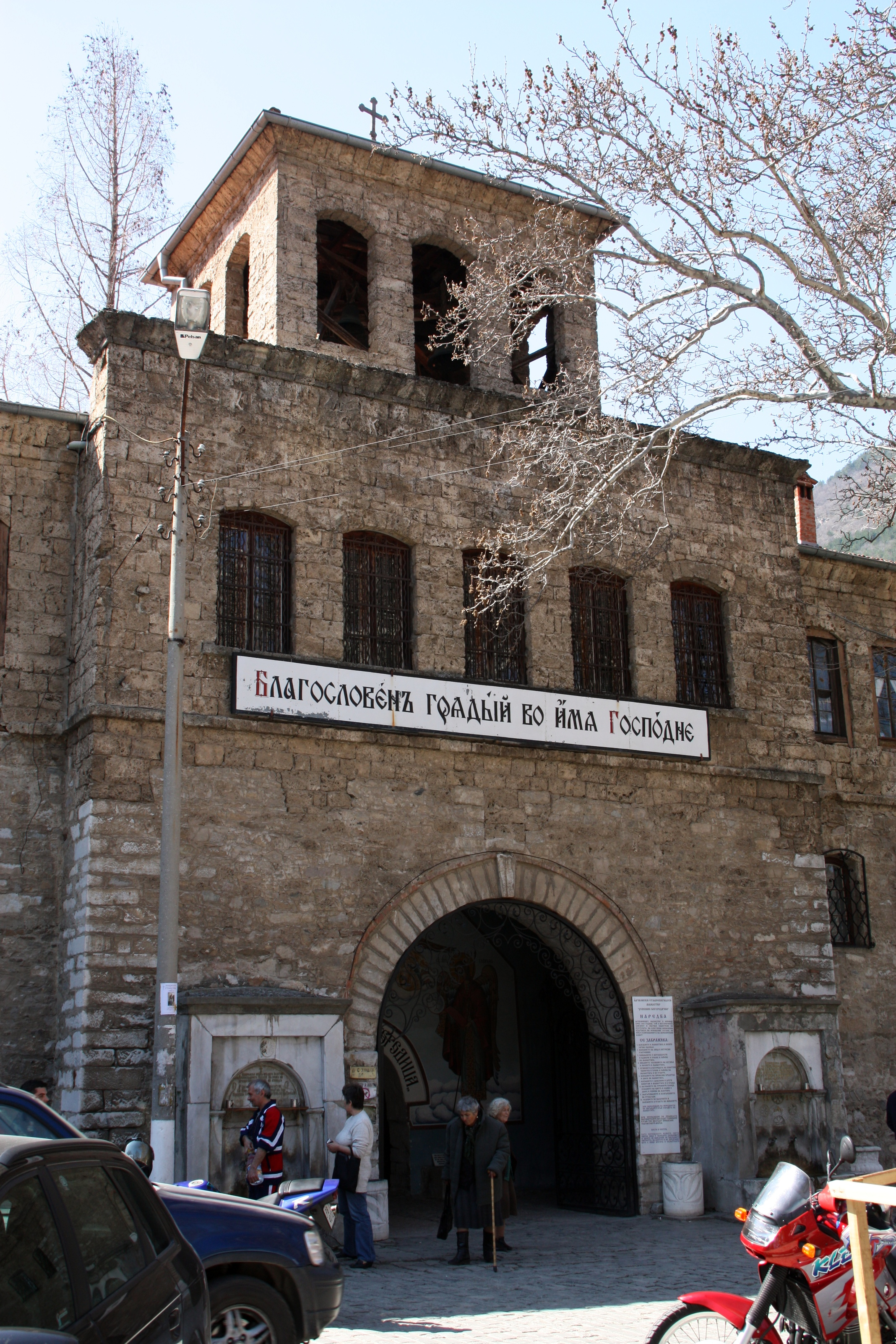
Entrée principale du monastère de Bačkovo

## Architecture
Le monastère possède aujourd’hui trois églises et un ossuaire. Le réfectoire, l’entrepôt et l’ancien chais ont également un grand intérêt touristique, ainsi que l’arbre surnommé par les moines Džindžifil (jujubier), apporté il y a des siècles de d'Ibérie (duché), dont les fruits sont utilisés pour la fabrication de la rakia (Džindžifilova rakia) du monastère. Sur les murs qui bordent la cour nord, des fresques en partie dues au peintre bulgare Antoni Atanasov (il les acheva en 1846), représentent des scènes de l’histoire du monastère. La cuisine se trouve dans la partie sud de l’aile de la cour nord, qui a été construite en 1601 et a échappé aux incendies. Au rez-de-chaussée de cette aile se trouve également le réfectoire et le grand chais. À l’étage supérieur se trouvent les appartements de l’abbé.

Photos du monastère de Bačkovo
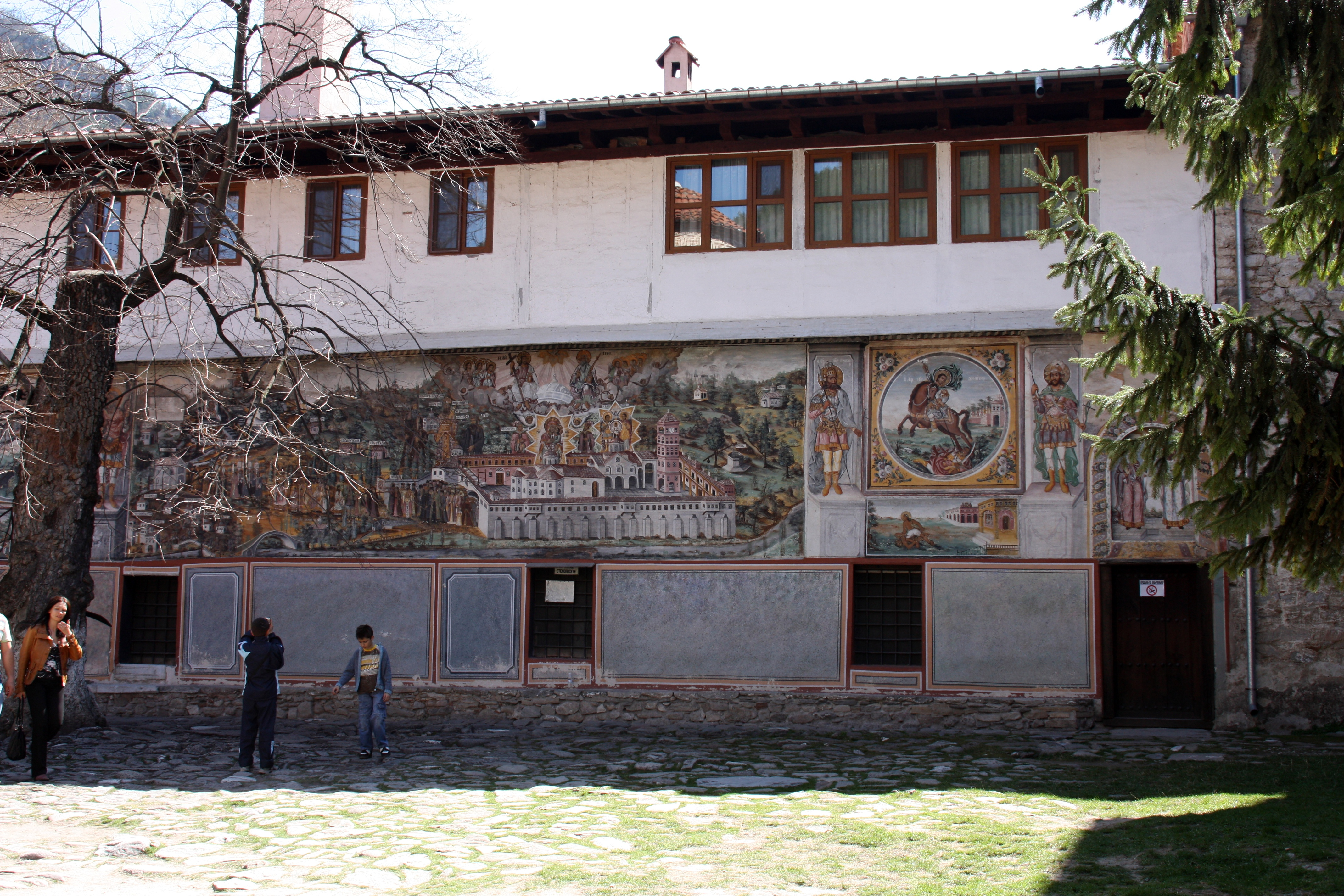
Partie sud de l’aile de la cour nord, représentant des scènes de l’histoire du monastère peintes par Alexi Atanasov (1846).
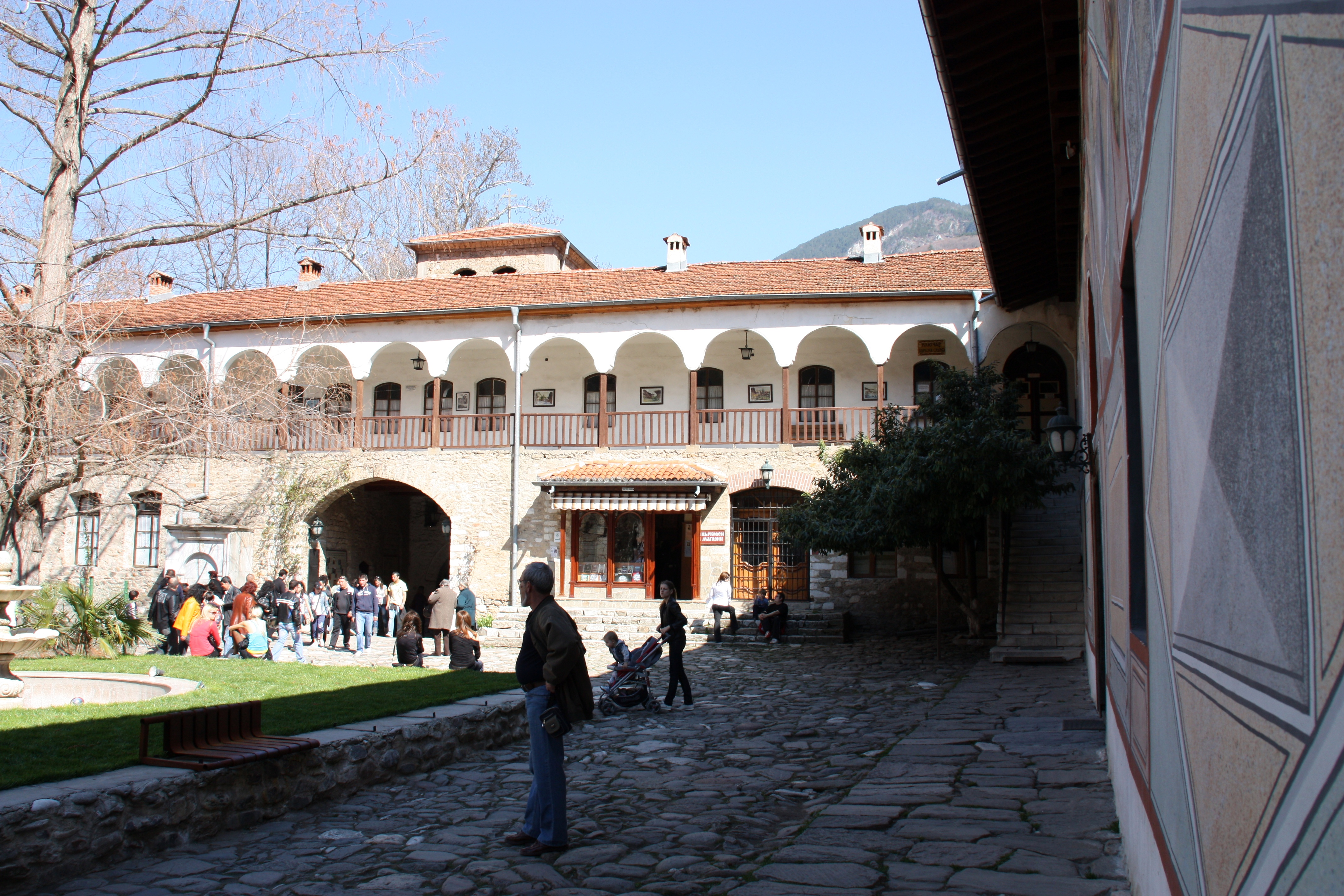
Entrée principale vue de la cour intérieure.
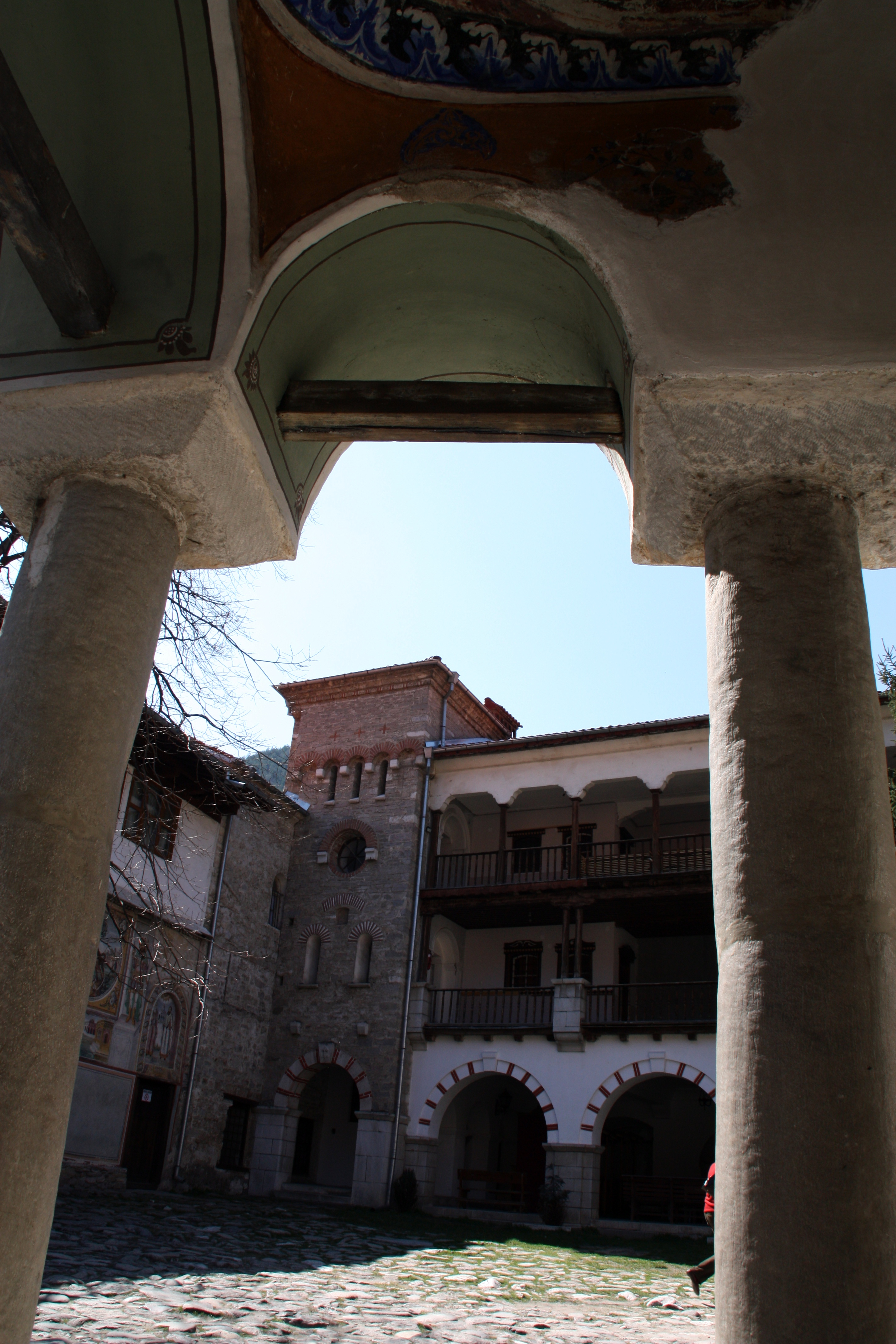
Cour intérieure (à l’arrière-plan, l’église du monastère).
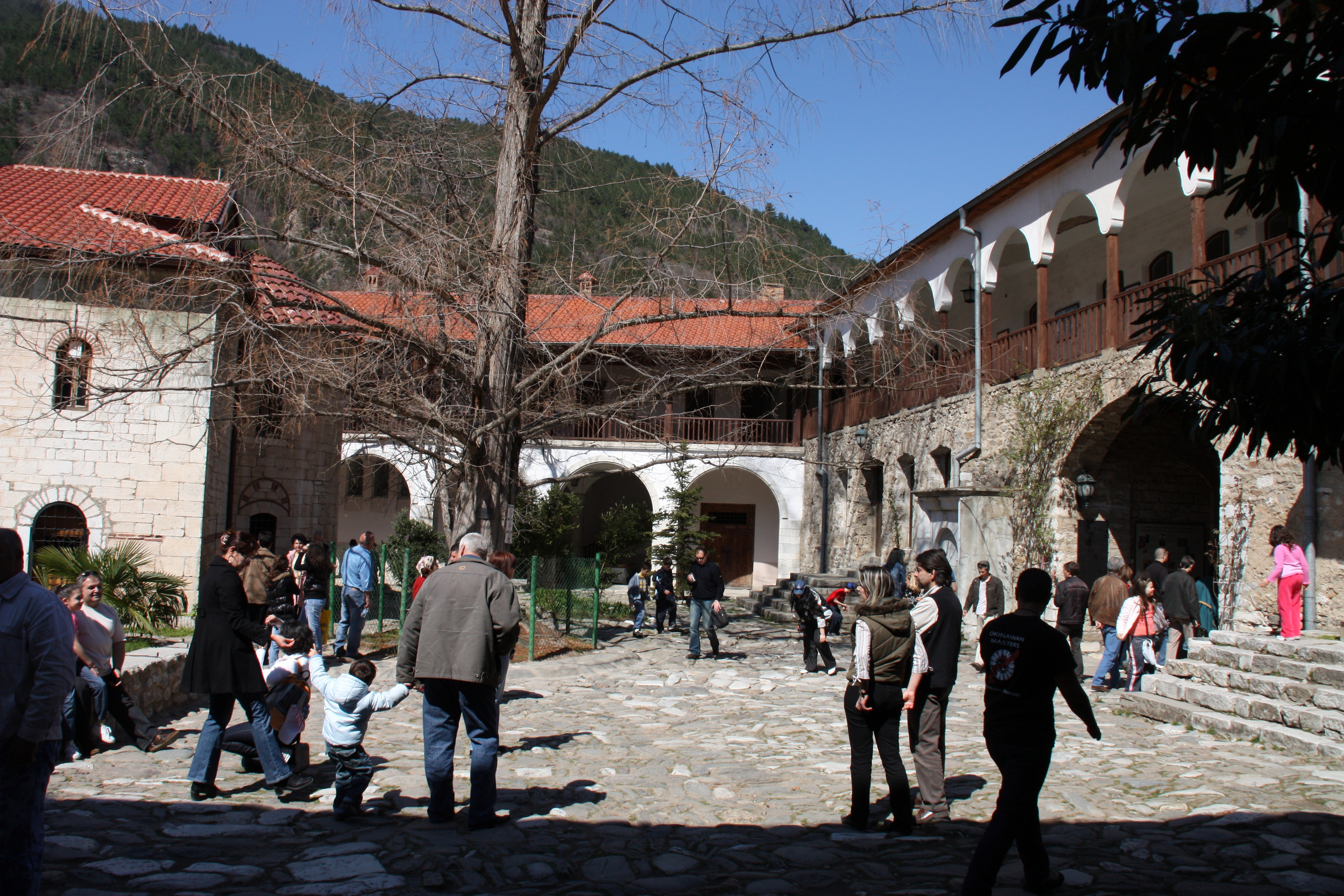
Cour intérieure

### Ossuaire
L’ossuaire de Bačkovo est le plus ancien bâtiment, vraisemblablement construit à l’époque de la fondation du monastère. Des fresques datant des XIIe, XIVe et XIXe siècles y sont conservées. Ce bâtiment à deux étages est construit sur le modèle d’une basilique à une seule nef. Au rez-de-chaussée se trouve l’ossuaire proprement dit, et une église funéraire est installée à l’étage. Ce type de construction, étrangère aux traditions locales, semble avoir été inspiré par des modèles orientaux. Parmi les fresques les plus connues, il faut noter une représentation de la vision du prophète Ézéchiel, qui date du XIIe siècle. On y voit également des portraits des fondateurs du monastère. Dans le narthex, à l’étage supérieur, se trouve aussi un portrait du tsar bulgare Ivan Alexandre.

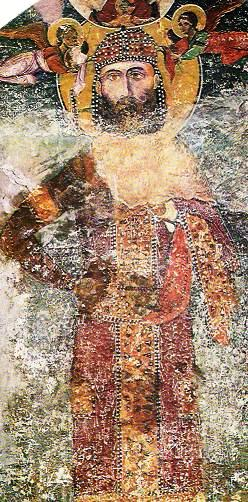
Portrait d'Ivan Alexandre dans le narthex de l'ossuaire

### Réfectoire
Le réfectoire du monastère ainsi que la cuisine ont été construits en 1601 et décorés en 1643 de fresques récemment restaurées. Le programme pictural de la partie est du réfectoire comprend des scènes bibliques telles qu’un Jugement dernier, une représentation du paradis, et, dans l’abside, une représentation de la Vierge assise. Sur la voûte est représenté un arbre de Jessé, généalogie du Messie depuis Abraham. Parmi les autres fresques décorant le réfectoire, on trouve :
- des portraits de philosophes, savants et écrivains de la Grèce antique ;
- la sybille (censée avoir annoncé la venue du Christ, selon une tradition chrétienne s’appuyant en particulier sur Virgile) ;
- des figures de l’Ancien Testament.

La longue table de marbre date de l’année 1601 et possède huit pieds formant une seule rangée.

### L’égliseSveti Arhangeli(des saintsarchanges)
Il s’agit de la plus ancienne église du complexe monastique et de la seule qui n’ait pas été détruite lors de l’incendie de 1595. Elle a vraisemblablement été édifiée au XIIe siècle et était utilisée pour les offices pendant l’hiver.
Les fresques de la voûte au premier et les fresques murales au deuxième étage ont été réalisées entre 1841 et 1846. Elles sont l’œuvre de Zaharij Zograf, l’un des maîtres de l’école de Samokov. Parmi les fresques les plus connues, on notera : 
- la parabole du mauvais riche et du pauvre Lazare (Évangile selon Luc, 19, 31) ;
- la parabole des vierges sages et folles (Évangile selon Matthieu, 25, 13) ;
- la veuve de Sarepta (Premier livre des Rois, 17, 8-24).

### Église Sveti Nikola (Saint-Nicolas)
La troisième église du concept est consacrée à saint Nicolas. Elle a été construite en 1846 et décorée par Zaharij Zograf, dont l’église présente les premiers travaux. Dans le narthex ouvert, on peut notamment voir les compositions Le Jugement dernier et Le Paradis. Au-dessus de celles-ci se trouve un autoportrait du peintre, un portrait de l’higoumène et de son adjoint. D’autres compositions sont :
- Adam et Ève
- le meurtre d’Abel par Caïn.

## Musée
Le musée du monastère expose une vaste collection comportant des livres liturgiques anciens, des objets rituels (notamment de nombreuses icônes), des monnaies anciennes et divers objets précieux. On y voit également un firman du sultan Mehmed II, datant de 1452, ainsi qu’une épée qui, selon la légende, aurait été laissée sur place par l’empereur romain germanique Frédéric Barberousse lors de la troisième croisade (1189-1190).

## Utilisation actuelle
Des moines vivent encore aujourd’hui dans le complexe monastique. Les pèlerins et touristes ont également la possibilité d’être hébergés.
Le monastère a été inscrit sur la liste indicative au patrimoine mondial de l'Unesco depuis 1984.